# Mel Lewis Sextet
Mel Lewis Sextet est un album de Jazz West Coast du batteur Mel Lewis. 

## Enregistrement

### Musiciens
La session d'enregistrement est interprétée par un sextet composé de:
- Charlie Mariano (as), (ts), Bill Holman  (ts), (bs), Jack Sheldon (tp), Marty Paich (p), Buddy Clark (b), Mel Lewis (d).

### Dates et lieux
- Hollywood, Los Angeles, Californie, juin 1957.

## Titres
| N°     | Titre                    | Compositeur                  | Durée |
| ------ | ------------------------ | ---------------------------- | ----- |
| Face 1 |                          |                              |       |
| 1.     | Brookside                | Bob Brookmeyer               |       |
| 2.     | You Took Advantage of Me | Richard Rodgers, Lorenz Hart |       |
| 3.     | Zig-Zag                  | Bob Brookmeyer               |       |
|        |                          |                              |       |
| Face 2 |                          |                              |       |
| 4.     | Jazz Goes to Siwash      | Bill Holman                  |       |
| 5.     | Charlie's Cavern         | Jack Sheldon                 |       |
| 6.     | Gray Flannel             | Marty Paich                  |       |

## Discographie
- 1957, Mode Records - MOD-LP #103 (LP)

## Référence
- Joe Quinn, Liner notes de l'album Mode Records, 1957.